# Список решток викопних людей

## Пізнійміоцен

### 7млн— 5,3млн років тому
|  | Назва   | Вік  | Вид                | Рік відкриття | Країна | Відкривач      |
|  | ------- | ---- | ------------------ | ------------- | ------ | -------------- |
|  | Тумай   | 7 Ma | Сахельантроп       | 2001          | Чад    | Мішель Брюне   |
|  | Оррорін | 6 Ma | Orrorin tugenensis | 2000          | Кенія  | Мартін Пікфорд |

## Пліоцен

### 5,3млн— 2,58млн років тому
|  | Назва                              | Вік    | Вид                        | Рік відкриття | Країна  | Відкривач         |
|  | ---------------------------------- | ------ | -------------------------- | ------------- | ------- | ----------------- |
|  | Ардипітек                          | 4,4 Ma | Ardipithecus ramidus       | 1994          | Ефіопія |                   |
|  | Кеніантроп                         | 3,5 Ma | Кеніантроп                 | 1999          | Кенія   | Мів Лікі          |
|  | Австралопітек бахр-ель-газальський | 3,5 Ma | Australopithecus afarensis | 1995          | Чад     | Мішель Брюне      |
|  | Люсі (австралопітек)               | 3,2 Ma | Australopithecus afarensis | 1974          | Ефіопія | Дональд Джогансон |

## Плейстоцен

### Нижній палеоліт: 2,58млн— 300000 років тому
|  | Назва                               | Вік    | Вид                        | Дата відкриття | Країна    | Відкривач                   |
|  | ----------------------------------- | ------ | -------------------------- | -------------- | --------- | --------------------------- |
|  | Парантроп ефіопський (KNM-WT 17000) | 2,5 Ма | Paranthropus               | 1985           | Кенія     |                             |
|  | Місс Плез                           | 2,5 Ма | Australopithecus africanus | 1936           | ПАР       | Роберт Брум                 |
|  | Австралопітек гарі                  | 2,5 Ма | Australopithecus           | 1996           | Ефіопія   | Тім Вайт                    |
|  | Людина уміла                        | 2,5 Ма | Australopithecus / Homo    | 1960           | Танзанія  | М. Лікі                     |
|  | Людина рудольфська                  | 1,9 Ма | Homo                       | 1972           | Ефіопія   |                             |
|  | Австралопітек седіба                | 1,9 Ма | Australopithecus           | 2008           | ПАР       |                             |
|  | Homo gautengensis                   | 1,8 Ма | Australopithecus / Homo    | 2010           | ПАР       | Даррен Курно                |
|  | Homo georgicus                      | 1,7 Ма | Homo erectus               | 1991           | Грузія    |                             |
|  | Юаньмоуська людина                  | 1,7 Ма | Homo erectus               | 1965           | Китай     |                             |
|  | Людина працююча                     | 1,6 Ma | Homo erectus               | 1984           | Кенія     |                             |
|  | Пітекантроп                         | 1 Ma   | Homo erectus               | 1891           | Індонезія | Ежен Дюбуа                  |
|  | Людина-попередник                   | 800k   | Homo erectus               | 1997           | Іспанія   |                             |
|  | Атлантроп                           | 700k   | Homo erectus               | 1954           | Алжир     | К. Арамбург, Р. Гоффстегтер |
|  | Синантроп                           | 600k   | Homo erectus               | 1921           | Китай     |                             |
|  | Homo cepranensis                    | 450k   | Homo erectus               | 1994           | Італія    |                             |
|  | Гейдельберзька людина               | 400k   | Homo erectus               | 1907           | Німеччина | Отто Шетензак               |
|  | Штейнгеймська людина                | 350k   | Homo heidelbergensis       | 1933           | Німеччина |                             |

### Середній палеоліт: 300000— 50000 років тому
|                                       | Назва              | Вік         | Вид                   | Рік відкриття | Країна     | Відкривач          |
| ------------------------------------- | ------------------ | ----------- | --------------------- | ------------- | ---------- | ------------------ |
|                                       | Родезійська людина | 200k — 300k | Homo erectus          | 1921          | Замбія     | Артур Сміт Вудвард |
|                                       | Ідалту             | 160k        | Homo sapiens          | 1997          | Ефіопія    | Тім Вайт           |
|                                       | Джебель-Ірхуд      | 160k        | Homo sapiens          | 1962          | Марокко    |                    |
| Tabun 1 Image at Modern Human Origins | Табун              | 120k        | Homo neanderthalensis | 1967          | Ізраїль    |                    |
|                                       | Киїк-Коба          | 100k        | Homo neanderthalensis | 1925          | Україна    |                    |
|                                       | Шанідар            | 70k         | Homo neanderthalensis | 1957          | Ірак       | Ральф Солецкі      |
|                                       | Тешик-Таш          | 70k         | Homo neanderthalensis | 1938          | Узбекистан | О. П. Окладніков   |
|                                       | Шапелець           | 70k         | Homo neanderthalensis | 1908          | Франція    |                    |
|                                       | Моше               | 60k         | Homo neanderthalensis | 1982          | Ізраїль    |                    |
|                                       | Явантроп           | 60-50k      | Homo erectus          | 1931          | Індонезія  |                    |

### Верхній палеоліт: 50000— 10000 років тому
|  | Назва                      | Вік   | Вид          | Рік відкриття | Країна          | Відкривач      |
|  | -------------------------- | ----- | ------------ | ------------- | --------------- | -------------- |
|  | Усть-Ішимська людина       | 45k   | Homo sapiens | 2008          | Росія           |                |
|  | Пештера-ку-Оасе            | 40k   | Homo sapiens | 2002          | Румунія         |                |
|  | Маркіна гора (Костенкі 14) | 37k   | Homo sapiens | 1954          | Росія           |                |
|  | Червона дама з Пейвіленда  | 33k   | Homo sapiens | 1823          | Велика Британія | Вільям Бакленд |
|  | Кроманьйонець              | 30k   | Homo sapiens | 1868          | Франція         | Луї Ларте      |
|  | Сунгир                     | 29,9k | Homo sapiens |               | Росія           |                |
|  | Гримальдієць               | 25k   | Homo sapiens | 1901          | Франція         |                |
|  | Мальта́ (MA1)               | 24k   | Homo sapiens |               | Росія           |                |
|  | Людина флореська           | 18k   | Homo erectus | 2003          | Індонезія       |                |

## Голоцен

### Мезоліт/Неоліт: 10000— 5000 років тому
|  | Назва             | Вік | Вид          | Рік відкриття | Країна          | Відкривач   |
|  | ----------------- | --- | ------------ | ------------- | --------------- | ----------- |
|  | Людина із Чеддару | 9k  | Homo sapiens | 1903          | Велика Британія |             |
|  | Лошбурська людина | 8k  | Homo sapiens | 1935          | Люксембург      | Ніколя Тілл |
|  | Трейнтьє          | 7k  | Homo sapiens | 1997          | Нідерланди      |             |

## Ресурси Інтернету
- Лайн Питер. Ископаемые свидетельства гипотетических обезьяно-людей — Часть 1: род Homo (человек) [Архівовано 20 серпня 2017 у Wayback Machine.]